# Aaahh!!! Real Monsters (jeu vidéo)
Aaahh!!! Real Monsters est un jeu vidéo d'action et de plates-formes sorti en 1995 sur Mega Drive et Super Nintendo. Le jeu a été développé par Realtime Associates et édité par Viacom New Media.
Le jeu repose sur Drôles de monstres (Aaahh!!! Real Monsters), la série d'animation du même nom.

## Système de jeu
Le principe du jeu consiste à faire évoluer 3 personnages à travers 25 niveaux (et 5 niveaux bonus) en utilisant leurs capacités spécifiques et complémentaires :
- Ickis, qui peut voler pendant une durée limitée
- Krumm, qui peut balayer des zones hors de l'écran à l'aide de ses énormes yeux
- Oblina, qui est de très grande taille